# ثويني بن عبد الله آل شبيب
 ثويني بن عبد الله بن محمد بن مانع آل شبيب أو ثويني بن عبد الله السعدون (ولد: غ.م - توفي: 1212 هـ / 1797 م) شيخ عشيرة عراقي من آل سعدون، خلَف أباه في رئاسة المنتفق بالعراق، سنة 1175 هـ / 1762م وهو صغير السن، وصفت له الزعامة بعد مقتل ابن عمه ثامر بن سعدون بن محمد بن مانع سنة 1193 هـ/1779 م. امتدت سيطرته من الغراف والبصرة إلى حدود الكويت من جهة، ومن الجزيرة إلى ماحواليها من جهة أخرى أصبح نفوذا عظيما على كثير من عشائر العراق ونجد وقبائلهما. وكان معه في غزواته وفتوحاته سوق متنقلة وهي عبارة خيام تجار وباعة. ثم أن رجال ثويني رغبوا في أن تقام سوق دائمة قريبة من الفرات في الصقع الذي ترى فيه اليوم سوق الشيوخ لطيب مائه وحسن هوائه وكثرة مرعاه فاذن بذلك. فتأسست بذلك مدينة سوق الشيوخ. احتل البصرة في أيار/مايو 1787م/1201هـ فحكمها مستقلا ثلاث أشهر حتى أخرجه منها والي بغداد الوزير سليمان باشا وعزله من مشيخة المنتفق. لكنه عاد إلى المشيخة بعد وساطة متسلم البصرة «مصطفى آغا الكردي»، ثم مالبث أن ساهم في تمرد المتسلم سنة 1788 ضد والي بغداد الوزير سليمان باشا، إلا أن التمرد فشل وهرب مع المتسلم إلى الكويت. ثم عاد إلى بغداد بعد أن عفا عنه الوزير سليمان باشا، وبعدها أوكل إليه الوزير مهمة قيادة جيش لكسر شوكة آل سعود مقابل أن يعيد إليه مشيخة المنتفق، وما إن وصل بجيشه إلى منطقة الشباك في الإحساء حتى غافله عبد لبني خالد اسمه طعيس فطعنه من خلفه طعنة قاتلة أودت بحياته، فدفن في جزيرة العماير فانهار الجيش من بعده وتفرق.

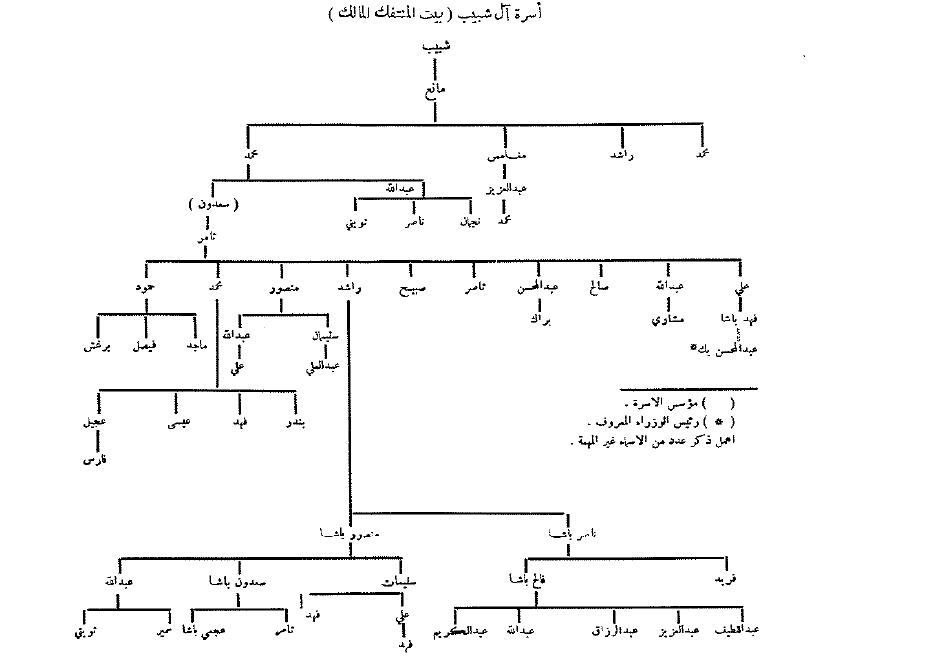
أسرة السعدون - كتاب أربعة قرون من تاريخ العراق الحديث - المؤرخ الأنجليزي ستيفن همسلي لونكريك.

خط سير حملتي ثويني السعدون بالأحمر (حملة الإحساء وحملة 1797).

يكنيه يعقوب سركيس بكنية (أبي قريحة) نسبة إلى ابنة له، وقيل لأن في أنفه أثر قرحة إلا أن عثمان بن سند المعاصر له يكنيه في إحدى قصائده بـ (أبي فرحان كما أنه يعرف لدى العامة بلقب (راعي الدرعية) - المدينة الشهيرة في نجد - لالتجائه إليها مرة، ومحاولته غزوها مرتين.

## حكمه
من صفات الشيخ ثويني أنه كان وسط القامة، مربوعًا أبيض اللون قوي البنية، ويمتاز بالهمة العالية والعزم المتين، وهو قليل الحديث وعنيد جلد وذو مطامح لا حد لها، فما حدثته نفسه بشيء إلا وأقدم عليها قبل فوات الفرصة، شجاعا جريئا ظهرت معادنه في كل المواقع التي اشترك فيها، فساهم في العصيان الذي قام به والده ضد الدولة العثمانية سنة 1768م، كما كان الساعد الأيمن في جميع حركات ومواجهات الأمير ثامر، وشارك في محاربة الفرس عند محاصرتهم واحتلالهم البصرة (1775-1779م).
بدأ حكمه سنة 1175هـ/1760م مشاركة مع ولد عمه وأخيه من أمه الأمير ثامر بن سعدون حتى مقتله سنة 1779م، فآلت إليه إمارة المنتفق، وكان الشيخ ثامر والشيخ ثويني آل عبد الله أميرين على المنتفق في وقت واحد ولكن كانت الامارة العامة للشيخ ثامر وحده، وفي سنة 1193هـ/1779م جرت خصومة بين عشائر المنتفق وعشيرة خزاعة، فنشيت معركة بينهما، قُتِل فيها عدد كبير من الطرفين وكان من بينهم الشيخ ثامر نفسه، وقد خلفه الشيخ ثويني في مشيخة المنتفق. وكان أول عمل قام به بعد توليه المشيخة أنه سمح لمتسلم البصرة سليمان آغا بالعودة إليها لما بين الإثنين من معرفة سابقة، بعدما منعه سلفه ثامر السعدون من دخول البصرة لعداوات بينهما، وقد حفظ سليمان باشا ذلك لثويني، فعند تعيينه حاكما لبغداد خرج إليها من البصرة بحماية الأمير ثويني ورجاله، وقام بعمل مصالحة بين الشيخ ثويني وبين الشيخ «حمد الحمود» شيخ عشائر الخزاعلة ليجنب الدماء بين الطرفين. وكان ذلك من أسباب المشاحنة والتوتر ما بين ثويني وبين ابن أخيه حمود الثامر لعدم جديته في الثأر لأبيه «ثامر السعدون» من الخزاعل. كما أن ثويني من جهته كان يمقت حمود ولا يطيق وجوده بسبب تطلعاته للزعامة، وكثرة تعليقاته وتقولاته على سياسات الأمير ثويني، مما أوجد ظرفًا ملتهبا وقابلًا للإنفجار بينهما.

### معركة ضجعة
في سنة 1200هـ/1785م أراد عبد المحسن بن سرداح غزو بني خالد شيوخ الأحساء، فطلب المساعدة من الشيخ ثويني الذي أمده بالمال والرجال، وكان رئيس بني خالد في ذلك الوقت سعدون بن عريعر آل حميد، فلما علم ابن عريعر بالأمر استعد هو ورجاله. وفي فصل الربيع التقى الجمعان في أرض بني خالد في موقع يسمى «ضجعة» ودارت بينهما الحرب والطعان وتجالدت الفرسان مدة من الزمان حتى سئم أعراب بني خالد من الحرب، ففر بعض رجال ابن عريعر وتقهقروا، فتمكن الشيخ ثويني من اجتياح معسكر بني خالد وأثخن فيهم الضرب حتى فر سعدون وخاصته إلى نجد. فتمكن عبد المحسن السرداح من تولي الحكم في إمارة بني خالد سنة 1785م.

### حملة الإحساء
في أواخر 1200هـ/1786م شنّّ أمير القصيم التابع للدرعية حجيلان بن حمد هجومًا على قافلة كبيرة بالقرب من بقعاء كانت خارجة من البصرة وسوق الشيوخ نحو حائل، وسلب أموالها وقتل رجالها، الأمر الذي لم يكن ليرضى به ثويني بالطبع. فسار في بداية محرم 1201هـ/1786م على ناحية القصيم ومعه جيش عظيم من قبائل المنتفق وأهل المجرة والزبير وبوادي شمّر وغالب وطيء. فوصل بلدة التنومة حيث حاصرها وضربها بالمدافع واستولى عليها عنوة، وقتل من أهلها نحو مئة وسبعون رجلا. ثم حاصر بريدة وحصل بينهما بعض القتال، ولكنه اضطر إلى رفع الحصار عنها والعودة إلى العراق. وذلك بسبب قدوم الشيخ سليمان الشاوي (شيخ قبيلة العبيد قرب بغداد) هاربا من المماليك ولاجئًا إليه بعد فشل نزاعه مع أحمد الكتخدا. فوعده بالحماية ودعم ثورته، فكتبا كليهما إلى الشيخ «حمد آل حمود» شيخ الخزاعل يدعوانه للانضمام إليهما، فوافقهما على ذلك. عندها اتجه الشيخ ثويني إلى الزبير وأرسل رجاله إلى البصرة، فقبضوا على متسلمها «ابراهيم بك». وقيل أن متسلم البصرة قدم إليه في الزبير ليستوضح سبب ظهور المنتفقيين المسلحين فجأة بالقرب من البصرة، فقبض عليه.
وكان عبد المحسن السرداح رئيس بني خالد قد سار بقبيلته ومعه الكثير من أهل الإحساء يريد مساندة الشيخ ثويني في حملته تلك، ولكن عندما قطع الدهناء بلغه خبر عودة ثويني إلى العراق فرجع من حيث أتى.

## حكمه للبصرة
بعد إعلانه الثورة ضد حكم المماليك في العراق سنة 1787م دخل الشيخ ثويني السعدون البصرة يوم 6 أيار/مايو 1787م/1201هـ واستولى على إسطولها دون حوادث عنف، حيث فاجأ حاميتها التركية فلم تقاومه، فأمر بعدم الاعتداء على الأهالي ولم يهنهم ولم يتعد على أموالهم ولم يطلب أي غرامات حربية، مع تأكيد لقواته بضرورة احترام الملكية احترامًا كاملًا، فعادت أمور الناس تجري بانتظام في البصرة بعد نصف ساعة من استيلائه على المدينة وكأن شيئا لم يكن. وقد وضع متسلم البصرة «إبراهيم أفندي» بعد القبض عليه بسفينة فأرسله إلى مسقط، وأرسل إلى الباب العالي عريضة مع مفتي البصرة يستأذن فيها السلطان سليم الثالث أن يوليه على البصرة. وقد استمر في حكم البصرة نحو ثلاثة أشهر.
خلال حكمه للبصرة مر على العراق من شماله إلى جنوبه فترة قحط وجوع سمي باسم «خصباك»، وسمي القحط الذي رافقه بقحط خصباك، حتى أصبح إسم خصباك علما، فكان الشخص إذا أراد أن يدعي على شخص آخر يقول له: عساك بخصباك، ويقال بالعامية عند أهالي البصرة والأهوار «تخصبكت أو تخسبكت»، ورافق القحط مرض سمي بمرض خصباك، وهو اصفرار في الوجه مع ضعف عام في البنية حتى بات بعض الناس لايقدرون على السير في الطرقات. وكانت البصرة أقل تعرضًا لهذا الجوع من باقي أنحاء العراق، وذلك لأن الشيخ ثويني عندما احتل البصرة عمل على القضاء على هذا الجوع، وذلك بتنظيم التموين والقضاء على الاحتكار، فكان كل محتكر يشنق، فشنق من المحتكرين حوالي 30 شخصًا حتى أصيحت المدينة في أمان من شرهم، ونصب أيضًا المشانق للسراق وقطاعي الطرق حتى قيل أنه نصب في محلة المشراق خمس مشانق وفي محلة السبخة ثلاث وفي باب القبلة اثنتين وفي محلة السيمر ثلاث مشانق، وعين الشيخ محمد بن عبد الله الفيروز متوليًا الأحكام فيها -أي القضاء-. وكذلك ضرب حصارًا حكوميًا على أماكن المرض، فعزل المرضى في مخيمات خاصة، وتفاوض مع الممثل السياسي الفرنسي، فقدمت بعثة صحية فرنسية عملت على اسعاف الأهالي، وكان ثويني قبل ذلك قد حسن علاقاته التجارية مع الدول الأجنبية فتخلصت البصرة من الجوع.

### معركة أم الحنطة
ولكن مع ذلك فإن احتلاله البصرة لم يكن يرضي الباب العالي ولا والي بغداد، فقد كاد السلطان أن يعدم مفتي البصرة الذي أرسله ثويني لولا هروبه ليلًا، وفي نفس الوقت كتب إلى سليمان باشا والي بغداد يقول فيه:«أنه سيكون مسرورًا لو أرسل رأس ذلك المتمرد إلى القسطنطينية» ورفض وزراء ومستشاري السلطان تعيين ثويني باعتباره مجرد إعرابي متغلب. لذلك حشد سليمان باشا جيشًا كثيفًا وتولى هو بنفسه قيادة ذلك الجيش، وفي يوم 12 جمادى الأولى 1201هـ/مارس 1787م خرج من بغداد قاصدًا ثويني، وقد حشد ما يقارب ستة آلاف مقاتل بين فارس وراجل بعد إضافة قوات الإسناد من جيش أكراد درنة وباجلان وإمارة البابانيين وكذلك ببقايا إنكشارية الموصل. وفي طريقه نحو البصرة دخل في معركة ضد الخزاعل، ولكن المعركة لم تكن متكافئة بسبب تفوق القوات الحكومية في العدد والعتاد، وجرى اجتياح الخزاعل في ديارهم في السيباية وقتلت أعداد كبيرة منهم، وهرب الباقون وعلى رأسهم حمد الحمود الذي تراجع مع رجاله إلى حليفه ثويني منتظرين المعركة الحاسمة.
وصل سليمان باشا إلى موضع يقال له «أم العباس» يوم 27 ذي الحجة 1201هـ/ 9 تشرين الأول/أكتوبر1787م حيث ضرب خيامه. فلما علم ثويني بمسيره جمع جنوده وخرج من البصرة، وتجمع الجيش الشاوي-المنتفقي-الخزاعلى عند نهر عمر حيث مكثوا ثلاثة أيام وهم يعبأون جيوشهم تعبئة حربية كاملة، وفي اليوم الرابع أي يوم 1 محرم 1202هـ/14 تشرين الأول/أكتوبر انشق الشيخ حمود بن ثامر السعدون من معسكرهم والتجأ إلى المعسكر العثماني بسبب رفضه التحالف مع الخزاعل (لأنهم قتلوا والده)، فكان عاملا كبيرًا في إضعاف التحالف العشائري. وفي هذا اليوم ظهر التحالف العشائري في البر، فيما سيروا قسمًا من جيشهم في النهر، فأطلقوا المدافع على الجيش العثماني، فشرع سليمان باشا بالقتال، حيث وضع «عثمان باشا» على الميمنة و«إبراهيم باشا» على الميسرة، بينما أخذ هو موقعه في قلب المقدمة بدائرته وخاصته.
إلتقى الجمعان في موضع يقال له «أم الحنطة» القريبة من البصرة، وذلك يوم 25 تشرين الأول/أكتوبر 1787م، وقيل كان شهر آب/أغسطس 1787م، حيث استل سليمان باشا سيفه وأبدى ضروب القوة والشجاعة وكان يحض جيشه على الصبر والثبات بينما كانت العشائر تهاجمهم بعشرة آلاف من المشاة وعشرة آلاف من الخيالة، واستمرت المعركة أربعة أيام، قاتل فيها الطرفان بضراوة شديدة، وأبدى كلاهما ضروبًا من الشجاعة والاستبسال. ولكن في ضحى اليوم الرابع بان النصر واضحًا للمماليك، بعد مقتل نحو ثلاثة آلاف من خيالة العرب ومثلها أوأكثر من المشاة، وقيل قتل من العرب ألف شخص ومن العسكر نحو خمسمئة جندي. فاستولى الجيش على الغنائم، في حين انسحب زعماء التمرد الثلاثة من المعركة إلى منطقة الجهرة وكان ثويني جريحًا. فرحب بهم الشيخ عبد الله الصباح
أرسل ثويني إلى سليمان باشا معتذرًا لكن رفض الباشا طلبه وعزله من مشيخة المنتفق وأسندها إلى حمود بن ثامر السعدون، وولى على البصرة «مصطفى آغا الكردي» ولم يتعقب ثويني. ولكنه جمع من البصرة غرامة جسيمة، جمعت من الأهالي بالإكراه والحبس والتعذيب حتى قيل أن بعض النسوة بعن حليهن ولوازم بيوتهن ليدفعن الغرامة، وكان شاهد عيان قد روي أن إمرأة أرادت بيع طفلتها بمبلغ 2 تومان لتدفع ماعليها من غرامة، وهناك من أغلق حانوته ليفر من الحكم الجائر، ثم ضاعف الباشا رسوم الكمارك على المواد الضرورية، وترك في البصرة حامية من اللاوند غير النظاميين وعاد إلى بغداد.
أما ثويني وباقي زعماء التمرد فقد لجأوا إلى الكويت، حيث رحب بهم الشيخ عبد الله الصباح اجمل ترحيب، فأقام الشيخ ثويني مدة في الجهراء تمكن من جمع فلوله، ثم رحل إلى ديار بني خالد في الصمان. ولكن عند وصوله أرض الصمان، سار إليه الأمير سعود بن عبد العزيز بجيش كبير فنازله، واستولى على قسم كبير من أمواله واضطره إلى ترك تلك الديار والعودة إلى الكويت حيث نزل بالروضتين، فتعقبهم الأمير سعود مرة أخرى، واصطدم بهم وانتصر عليهم واستولى على الكثير من أمتعتهم وأموالهم حتى اضطرهم إلى الارتحال إلى صفوان، وذلك سنة 1203هـ/1788م.

## تمرد متسلم البصرة
بعد أن استلم حمود بن ثامر السعدون الولاية الأولى للمنتفق، أرسل المتسلم إلى الشيخ ثويني الذي كان مخيمًا عند جبل سنام بالقرب من صفوان في 1203هـ/1788م يذاكره في شق عصا الطاعة، فاتفق رأيهما على العصيان بشرط أن يعاضد كل واحد منهما الآخر. فكتب سليمان آغا محضرًا إلى الوالي سنة 1788م يقول فيه:«إن حمود بن ثامر لا يصلح لإدارة شؤون مشيخة المنتفق، وأن عمه الشيخ ثويني هو رجل محنك في الإمارة وقد مارسها مدة فينبغي تعيينه شيخا على المنتفق». فعزل الوالي حمود عن المشيخة وأعادها إلى ثويني، وهو يعلم بنوايا المتسلم السيئة، وفي تلك الفترة تمرد متسلم البصرة مصطفى آغا الكردي ضد والي بغداد الوزير سليمان باشا، ولما علم الوزير بذلك خرج من بغداد يوم 11 جماد الأولى 1203هـ/ 8 شباط/فبراير 1789م بجيش كبير متوجها نحو البصرة، فأعد الشيخ ثويني وسائل للدفاع استعدادًا للمعركة، ولكن ما إن وصل الوزير وجيشه إلى العرجاء حتى أصيب ثويني بارتباك واضطراب، فمال إلى الصحراء، وقيل إلى الكويت. فأعاد الوزير سليمان باشا الشيخ حمود إلى مشيخة المنتفق وأكمل طريقه نحو البصرة، فلما علم المتسلم بمقدم الوزير بتلك القوة لم يجد مع أخيه معروف آغا مخرجا سوى ان يستقلا سفينة ويحملا ما يمكن حمله من الأموال ويفرا نحو الكويت محتمبًا بشيخها عبد الله الصباح. فطالب سليمان باشا بمصطفى آغا من الكويت مع كامل الأموال التي نهبها مهددًا بالاجتياح، فأوعز الشيخ عبد الله الصباح إلى المتسلم ينصحه بالسفر إلى نجد بأمواله، وأن يترك جزءًا من أمواله لتسليمها إلى الباشا ترضية له، فوافقه مصطفى آغا على ذلك. فكتب الشيخ عبد الله إلى الوزير يخبره بمغادرة مصطفى آغا الكويت دون علمه، وقد أرسل له مع الكتاب ماتركه الآغا من أموال. فصرف الباشا النظر عن ذلك وعاد إلى بغداد. أما ثويني فقد جمع بعض القبائل من عربان المنتفق والظفير في بداية شهر تموز/يولية بالقرب من قرية الجهرة وهو مكان يقع قريبًا من القرين وتقدم نحو البصرة، وفي العاشر من تموز/يوليو عسكر عند جبل سنام في صفوان على بعد 30 ميلا جنوب البصرة نحو الكويت، ولما علم الشيخ حمود بن ثامر شيخ المنتفق ومعه متسلم البصرة الجديد، جمع له الجموع من رجال المنتفق والزبير وسار إليه، فالتحم معه حتى اضطره إلى التقهقر، ونهب خيامه واستولى على الكثير من أمواله، فلجأ ثويني إلى «غضبان بن محمد» شيخ بني كعب في الدورق حيث أكرم وفادته، وكان ذلك سنة 1204هـ/1789م،

## عودة ثويني إلى بغداد
بقي الشيخ ثويني بالدورق حتى هدأت الأحوال، ثم توجه صوب الإحساء فنزل عند زعيم بني خالد زيد بن عريعر واستنصره على ابن أخيه فاعتذر له بعدم التمكن على الغزو بقوله إن حموداً مؤيد من الدولة العثمانية والحرب معه تعد حرباً مع الدولة. لم يستحسن ثويني هذا العذر فترك الإحساء وسافر إلى الدرعية قاصدًا الأمير عبدالعزيز بن محمد بن سعود، حيث قام بإكرامه وأعطاه خيلا وأبلا وأموالا، ولكنه لم يستقر هناك، فرجع الى الكويت حيث أشار عليه الشيخ عبدالله الصباح بالذهاب لبغداد ويطلب العفو من الدولة العثمانية. وقيل أن سليمان باشا والي العراق خاف وجود ثويني في الدرعية ومايترتب على ذلك من نتائج إذا مااجتمعت كلمة الدرعية مع ثويني، فأشار إلى بعض اخصائه ان يتصلوا بثويني وان ينصحوه ويحسنوا له طلب العفو من الدولة العثمانية واظهار الندم والعودة الى العراق. ففعل ثويني بهذه النصيحة فعفت عنه الدولة، وقدم الى بغداد فشمله سليمان باشا برعاية خاصة وعينه في مجلس الحكم العثماني في بغداد.

## حملة الدرعية
بدأ أمر الوهابيين في الجزيرة العربية يستفحل، فبعد استحواذهم على نجد وتهديدهم لطريق الحج بدأت أراضي العراق العثماني ومراعي صحراء السماوة وبادية الشام تتعرض لهجمات قاسية منهم، وانتشر دعاتها في دواوين ومضايف عشائر الفرات ينشرون آرائهم ومعتقداتهم في أوساط تلك العشائر والمدن. فأرسل الباب العالي إلى سليمان باشا طالبًا منه التدخل والسير إلى الدرعية لإنهاء ذلك الخطر، ولكن يبدو أن سليمان باشا كان غير راغب بالتدخل، وجرت مراسلات عديدة بينه وبين الباب العالي سنوات (1211/1210هـ - 1796/1795م) وكان يعتذر ويتعلل بأعذار شتى، منها تقدم عمره، واعتذر أيضًا بأنه مشغول بتقوية عاصمته بغداد وأطرافها ضد الخطر الوهابي، إلا أن الوزير كان مدركًا بمدى قوة الوهابيين، وأنه لايمكنه أن ينهي الأمر بمفرده، لأن جيشه لا يقدر على حرب الصحراء. فاستغل الشيخ ثويني هذه الفرصة، وقد كان عند الوزير ضيفًا تحت الإقامة الجبرية، فعرض عليه تطوعه لتأديب الوهابيين شرط إعادة مشيخة المنتفق إليه، فانصاع الوزير وولاه المشيخة وأعطاه خمسين ألف غرش ومئة ناقة ومئة فرس ومئة خلعة، فوزع الشيخ ثويني جميع ذلك قبل خروجه من بغداد.
ما إن عاد ثويني إلى موطنه واسترد مشيخة المنتفق حتى أعلن النفير العام، فاحتشدت عنده قبائل المنتفق وأهالي الزبير والبصرة ونواحيهما، وجميع قبيلة الظفير. وقضى ثلاثة أشهر وهو يعبئ قواته بالسلاح والذخيرة، ثم سار بهم إلى مقاتلة الوهابيين، وكتب إلى سليمان باشا ببغداد يخبره ويطلب منه النجدة، فبعث إليه الوزير جيشًا التقى به في الجهرة. ثم أرسل إلى براك بن عبد المحسن السرداح زعيم بني خالد يستحثه لاستنفار عشائره، فأقبل إليه السرداح ومعه جميع بني خالد عدا المهاشير. وبقي الشيخ ثويني مخيمًا بالجهرة لثلاثة أشهر حتى تكاملت جيوشه وتقاطرت الأرتال من الكويت والبحرين والزبير. وبعدها قسم جيشه بحيث يسير قسمًا منه بالسفن الكويتية إلى القطيف حاملا الذخائر والمؤن، في حين يزحف هو ببقية جيشه إلى الإحساء أولاً ليتجنب عبور الصحراء مع اقتراب فصل الصيف.
كان في جرية جيشًا لآل سعود بقيادة «محمد بن معيقل»، فلما علم بقدوم الشيخ ثويني نحوه بتلك الجيوش ساوره الخوف فارتحل بجيشه من جرية ونزل في أم ربيعة، وأرسل إلى الإمام عبد العزيز طالبًا منه المدد، فأمده بجيش تحت قيادة ابن أخيه «حسن بن مشاري بن سعود». أما الشيخ ثويني فقد نزل بماء «الطف» قريبًا من خصمه، ولم يشأ أن يستعجل الحرب، ثم ارتحل بجيوشه من الطف وسار حتى نزل على «الشباك» وهو ماء معروف في ديار بني خالد قريب من البحر، ولديه نية التوجه نحو الدرعية، ردًا على ذلك تحرك الأمير سعود بن عبد العزيز، ونزل (روضة التنهات) أياماً ثم تحوّل منها إلى «حفر العتش» حيث عسكر هناك لأكثر من شهر، كما أمر الإمام عبد العزيز بعض العشائر النجدية بالنزول بأهاليهم عند مصادر المياه في ديار بني خالد، والاستماتة عندها لمنع حملة ثويني من الاستفادة منها.

## مقتله
عند انشغال الجيش بنصب الخيام في «الشباك» يوم الأربعاء 28 حزيران/يونيو 1797م/ 4 محرم 1212هـ انفرد الشيخ ثويني عن حاشيته، ففاجئه عبد مملوك لجبور بني خالد إسمه «طعيس» وبيده زانة فيها حربة خفيفة، فطعنه من خلفه بين كتفيه طعنة واحدة، أخرجت سنانها من الجهة الأخرى من جسمه، فمات ثويني على الفور، وقتل طعيس من ساعته. وقد حملت جثة الشيخ ثويني إلى خيمته، وأشاع رؤساء المنتفق أنه مصاب وجعلوا يطلبون له القهوة والتنباك إلى أن جعلوا أخاه ناصر أميرًا مكانه، وتم دفنه سرًا في جزيرة العماير في الإحساء. وتشير بعض المصادر أن طعيس من المؤمنين بالفكر الوهابي، وجرى إعداده وتجنيده لهذه المهمة.
لما فشا أمر مقتل ثويني انسل براك السرداح ومعه بني خالد وانضم إلى جيش حسن بن مشاري. فبدأ الاضطراب وانعدام النظام ينتشر في صفوف الحملة التي انقسمت إلى قطع صغيرة، فحاول ناصر أخو ثويني وبعض من معه الثبات ولكن الجميع قد تفرق عنه، وبدأت الحملة بالانسحاب شمالًا بدون رابط بعد تركها المدفعية وذخائرها، مما أتاح الفرصة لإبن مشاري أن يتعقبهم حتى أوصلهم إلى صفوان، وقد قتل منهم رجالًا كثيرين وغنم مغانم طائلة مثل: المدافع التي تركوها، وثلاثة آلاف من الإبل، وأكثر من مئة ألف من الغنم ولم يدركوا من الخيل إلا قليلًا.

## الملاحظات
1. ↑  المجرة: اسم عام يطلق على قبائل منطقة سوق الشيوخ التي تسكن على الضفة اليمنى من الفرات بين سوق الشيوخ وهور الحمار.[20]
2. ↑  أم الحنطة: هي منطقة قريبة من سوق الشيوخ في الناصرية وهناك مقاطعة تحمل الاسم نفسه قريبة من قضاء الخضر في السماوة.
3. ↑  كان طعيس عبد من عبيد بني خالد ومن المؤمنين بالفكر الوهابي، وقد هرب إلى الدرعية مع جماعة من قومه، ثم غزا مع مناع أبو رجلين يريدون نهب بعض الإبل، فلقيهم في الطريق جماعة من الظفير فأخذوهم أسرى وأتوا بهم إلى معسكر ثويني. فلما وصل طعيس إلى جيش ثويني أخذ حربته، فجاء إلى ثويني وهو قاعد مع بعض رجاله فأنفذ فيه الحربة، فرد ثويني بسرعة بأن جرد سيفه وضرب به طعيسًا، ثم قام عليه الرجال فقتلوه، وبقي ثويني إلى نهاية العصر ثم مات.[8] واشتهر طعيس بالمثل القائل:«باع بيعة طعيس» لمن صمم على الأمر ولو كان فيه حتفه.[57][58]